# Vodní ptactvo

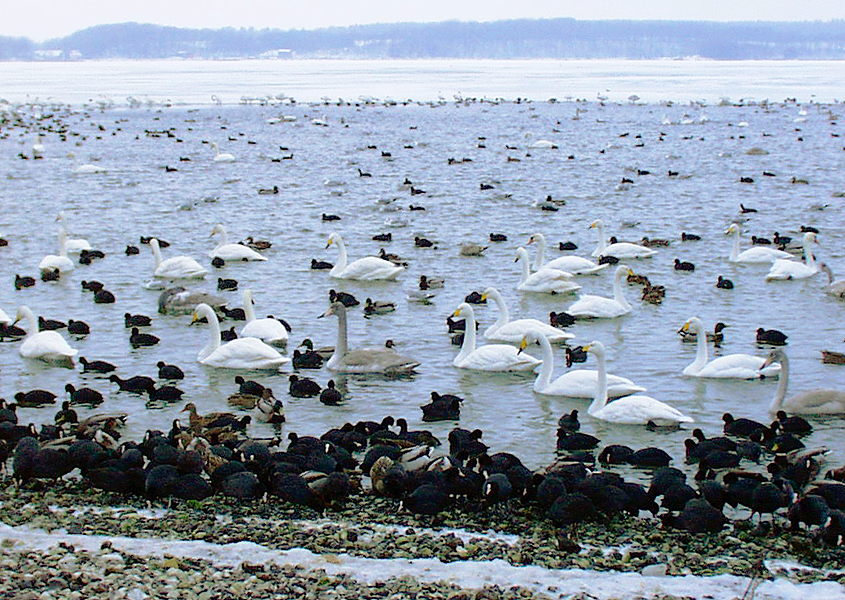
Vodní ptactvo (labutě, kachny) v dánském fjordu Mariager

Vodní ptactvo je souhrnný termín pro ptáky, kteří jsou svým životem vázáni na vodní biotopy rybníků, jezer, řek, mokřadů a dalších vodních ploch. Většinou jsou tímto názvem označováni ptáci žijící v blízkosti sladkých vod, ale někdy se uvádí do této skupiny i ptáci mořští. Vodní ptáci bývají k životu u vody přizpůsobeni blanami mezi prsty u nohou, nepromokavým peřím, zobákem uzpůsobeným k lovení ryb a schopností ponoru i do několikametrové hloubky. Potáplice nebo kormoráni se mohou dokonce potápět i do několika desítek metrů. Řada druhů vodních ptáků je tažných.
Některé druhy ptáků se sice u vody zdržují, např. kvůli koupeli, pití nebo lovu ryb či jiných vodních živočichů, i když vodní prostředí není jejich domovským stanovištěm. Do této skupiny lze zařadit některé druhy dravců (např. orel mořský) nebo pěvců (např. skorec vodní).
Vodní ptáci zastávají důležitou úlohu ve vodních ekosystémech, kde mohou hrát klíčovou roli predátorů, roznašečů živin, bezobratlých nebo semen. Pomáhají také udržovat místní biodiverzitu. Člověku mohou pomáhat v hubení škůdců, slouží jako cenný ukazatel zdravého ekosystému a řada vodních ptáků jako jsou kachny nebo husy člověku zajišťuje maso, peří a vejce. Na druhou stranu vodní ptactvo může roznášet invazivní druhy hmyzu a rostlin, které se jednak mohou do nových prostředí dostávat skrze trávicí trakt vodního ptáka, a jednak skrze zachycení na jeho peří, zobáku nebo nohách.

## Skupiny vodního ptactva

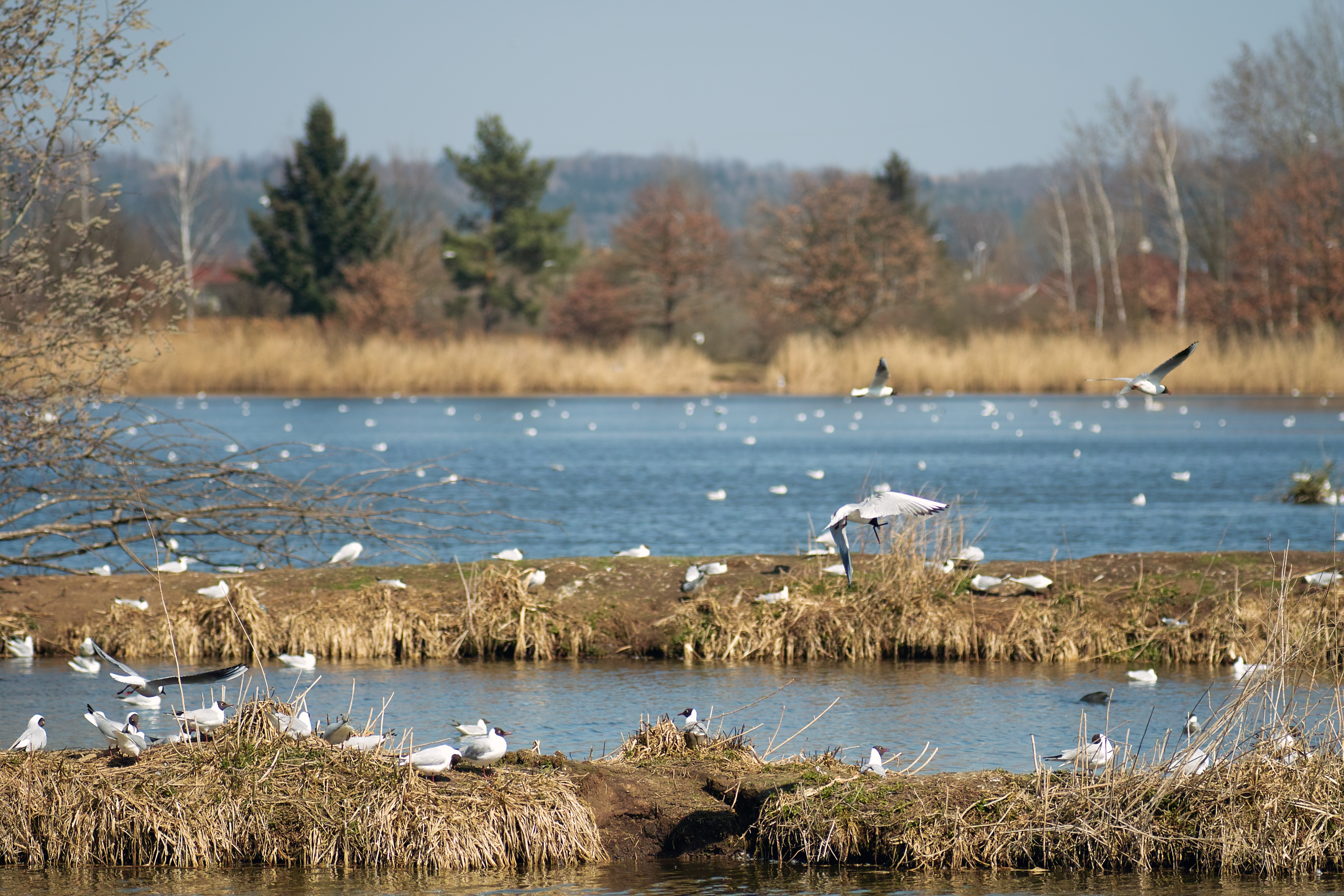
Rackové na rybníku Domin (součást přírodní rezervace Vrbenské rybníky)

Termín „vodní ptactvo“ (angl. waterbirds) je i v odborných zdrojích používán poměrně vágně a v různých kontextech může označovat jiné skupiny ptáků. Tak např. Severoamerický plán na ochranu vodního ptactva, který vypracovala skupina amerických odborníků z různých vědeckých institucí, považuje pro potřeby zmíněného plánu za vodní ptáky vybrané druhy z 26 čeledí, k nimž z praktických důvodů řadí i některé druhy jestřábovitých a naopak vynechávají kachnovité, protože jim se věnuje zvláštní plán.
Za vodní ptáky lze považovat mj. zástupce těchto řádů:
- brodiví a pelikáni (volavky, pelikáni aj.);

- čápi;

- dlouhokřídlí (racci aj.);
- krátkokřídlí (chřástalové aj.);
- plameňáci;

- potápky;
- potáplice;
- terejové (kormoráni aj.);
- vrubozobí (kachny, husy, bernešky aj.).

Z dalších řádů, z nichž alespoň některé skupiny ptáků jsou vázány na vodu, lze jmenovat např. srostloprsté (hlavně ledňáčci) a případně i pěvce, kde čistě vodní skupinu ptáků představují skorci. Z mořských ptáků se k vodnímu ptactvu někdy řadí např. trubkonosí (albatrosi, buřňáci aj.).

## Ohrožení a ochrana

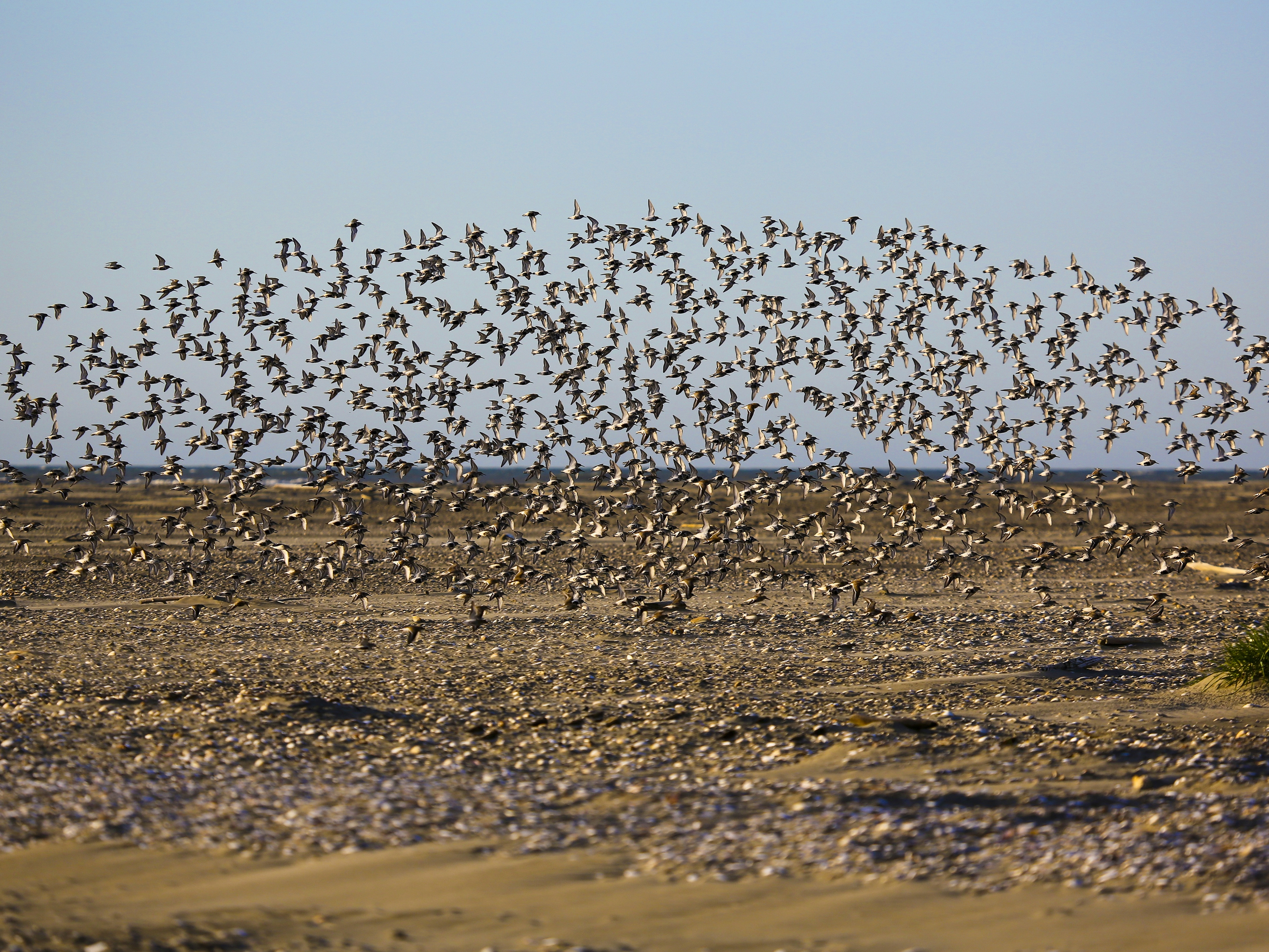
Wattové pobřeží patří ke klíčovým biotopům vodního ptactva (na fotografii hejno dlouhokřídlých na Aljašce)

Vodní ptactvo po celém světe trpí ztrátou a degradací přirozeného prostředí. K jednomu z nejznámějších případů patří oblast Žlutého moře, jehož mokřady a rozsáhlé wattové pobřeží představuje klíčovou tahovou zastávku ptáků migrující podél tzv. Východoasijsko-australasijské tahové trasy, která je druhově nejrozmanitější ptačí tahovou trasou na světě. Zhruba mezi lety 1990–2020 došlo v oblasti Žlutého moře k zániku více než poloviny mokřadních habitatů následkem jejich rapidního vysoušení pro výstavbu nových projektů. Dochází zde i k vysoké míře kontaminace vod odpadními materiály. Intenzivní lidské aktivity v oblasti měly za následek rychlý a velmi významný pokles populací tamějších vodních ptáků. Některé druhy jako polák černohlavý (Aythya baeri) již stojí na pokraji vyhynutí následkem nejen vysoušení mokřadů, ale i přímého pronásledování lidmi (lov, sběr vajec).
K ochraně vodních stěhovavých ptáků v afroevropském prostředí slouží Dohoda o ochraně africko-euroasijských stěhovavých vodních ptáků. Snad nejdůležitějším způsobem ochrany vodního ptactva je ochrana jejich přirozených biotopů. Na to každoročně upozorňuje Světový den mokřadů, který připadá na 2. února. Českým příkladem ochranné zóny vodních habitatů patří Vrbenské rybníky nebo CHKO Poodří.